# Masters (snooker)
El Masters es un torneo profesional de snooker. Es el tercer torneo más antiguo después del Campeonato del Mundo y del Masters de Canadá (torneo creado en 1974 y ya extinto). Es uno de los eventos de la Triple Corona. Ronnie O'Sullivan es el jugador que más veces lo ha ganado, habiéndolo hecho en 8 ocasiones, y también quien suma más finales disputadas con un total de 14.

## Palmarés
| Año  | Ganador           | Subcampeón        | Puntuación |
| ---- | ----------------- | ----------------- | ---------- |
| 1975 | John Spencer      | Ray Reardon       | 9–8        |
| 1976 | Ray Reardon       | Graham Miles      | 7–3        |
| 1977 | Doug Mountjoy     | Ray Reardon       | 7–6        |
| 1978 | Alex Higgins      | Cliff Thorburn    | 7–5        |
| 1979 | Perrie Mans       | Alex Higgins      | 8–4        |
| 1980 | Terry Griffiths   | Alex Higgins      | 9–5        |
| 1981 | Alex Higgins      | Terry Griffiths   | 9–6        |
| 1982 | Steve Davis       | Terry Griffiths   | 9–5        |
| 1983 | Cliff Thorburn    | Ray Reardon       | 9–7        |
| 1984 | Jimmy White       | Terry Griffiths   | 9–5        |
| 1985 | Cliff Thorburn    | Doug Mountjoy     | 9–6        |
| 1986 | Cliff Thorburn    | Jimmy White       | 9–5        |
| 1987 | Dennis Taylor     | Alex Higgins      | 9–8        |
| 1988 | Steve Davis       | Mike Hallett      | 9–0        |
| 1989 | Stephen Hendry    | John Parrott      | 9–6        |
| 1990 | Stephen Hendry    | John Parrott      | 9–4        |
| 1991 | Stephen Hendry    | Mike Hallett      | 9–8        |
| 1992 | Stephen Hendry    | John Parrott      | 9–4        |
| 1993 | Stephen Hendry    | James Wattana     | 9–5        |
| 1994 | Alan McManus      | Stephen Hendry    | 9–8        |
| 1995 | Ronnie O'Sullivan | John Higgins      | 9–3        |
| 1996 | Stephen Hendry    | Ronnie O'Sullivan | 10–5       |
| 1997 | Steve Davis       | Ronnie O'Sullivan | 10–8       |
| 1998 | Mark Williams     | Stephen Hendry    | 10–9       |
| 1999 | John Higgins      | Ken Doherty       | 10–8       |
| 2000 | Matthew Stevens   | Ken Doherty       | 10–8       |
| 2001 | Paul Hunter       | Fergal O'Brien    | 10–9       |
| 2002 | Paul Hunter       | Mark Williams     | 10–9       |
| 2003 | Mark Williams     | Stephen Hendry    | 10–4       |
| 2004 | Paul Hunter       | Ronnie O'Sullivan | 10–9       |
| 2005 | Ronnie O'Sullivan | John Higgins      | 10–3       |
| 2006 | John Higgins      | Ronnie O'Sullivan | 10–9       |
| 2007 | Ronnie O'Sullivan | Ding Junhui       | 10–3       |
| 2008 | Mark Selby        | Stephen Lee       | 10–3       |
| 2009 | Ronnie O'Sullivan | Mark Selby        | 10–8       |
| 2010 | Mark Selby        | Ronnie O'Sullivan | 10–9       |
| 2011 | Ding Junhui       | Marco Fu          | 10–4       |
| 2012 | Neil Robertson    | Shaun Murphy      | 10–6       |
| 2013 | Mark Selby        | Neil Robertson    | 10–6       |
| 2014 | Ronnie O'Sullivan | Mark Selby        | 10–4       |
| 2015 | Shaun Murphy      | Neil Robertson    | 10–2       |
| 2016 | Ronnie O'Sullivan | Barry Hawkins     | 10-1       |
| 2017 | Ronnie O'Sullivan | Joe Perry         | 10-7       |
| 2018 | Mark Allen        | Kyren Wilson      | 10-7       |
| 2019 | Judd Trump        | Ronnie O'Sullivan | 10-4       |
| 2020 | Stuart Bingham    | Ali Carter        | 10-8       |
| 2021 | Yan Bingtao       | John Higgins      | 10-8       |
| 2022 | Neil Robertson    | Barry Hawkins     | 10–4       |
| 2023 | Judd Trump        | Mark Williams     | 10-8       |
| 2024 | Ronnie O'Sullivan | Ali Carter        | 10-7       |
| 2025 | Shaun Murphy      | Kyren Wilson      | 10-7       |

## Máximos ganadores
Los jugadores que han ganado el master en, al menos, tres ocasiones son:
| Nombre            | Años con victorias | Total |
| ----------------- | ------------------ | ----- |
| Ronnie O'Sullivan | 1995-2024          | 8     |
| Stephen Hendry    | 1989-96            | 6     |
| Cliff Thorburn    | 1983-86            | 3     |
| Steve Davis       | 1982-97            | 3     |
| Paul Hunter       | 2001-04            | 3     |
| Mark Selby        | 2008-13            | 3     |